# Sainte Justine Borromée
Sainte Justine Borromée est un tableau du peintre italien Giovanni Bellini réalisé vers 1470. . Cette tempera sur bois (128,4 x 54,5 cm) représente Justine de Padoue avec ses attributs de martyre, un couteau fiché dans sa poitrine et une palme à sa main droite. L'œuvre est conservée au musée Bagatti Valsecchi, à Milan.